# Slovácké strojírny
Slovácké strojírny, a.s. je významná průmyslová společnost v Uherském Brodě. Založena byla v roce 1951, má asi 900 zaměstnanců a za rok 2007 měla obrat 1,6 miliardy Kč. Firma dnes vyrábí mj. mobilní drtiče kamenů, hydraulické válce, ekologické kotle na spalování dřeva, ocelové konstrukce mobilních jeřábů a silničních stavebních strojů a komponenty vysokozdvižných vozíků. Do Slováckých strojíren vede železniční vlečka ze železniční stanice Uherský Brod na Vlárské dráze. V bezprostřední blízkosti podníku se nachází přírodní památka Mokřad u Slováckých strojíren a silnice II. třídy II/490. 